# Actrices ambulantes vistiéndose en un granero
Actrices ambulantes vistiéndose en un granero es una pintura de 1738 del artista británico William Hogarth. Se reprodujo como grabado y se publicó con Los cuatro momentos del día como un juego de cinco copias en el mismo año. La pintura representa a una compañía de actrices ambulante preparándose para su actuación final antes de que la compañía se disuelva como resultado de la Ley de licencias de 1737. Introducida como resultado de la The Beggar's Opera de John Gay de 1728, que había relacionado a Robert Walpole con el notorio criminal Jonathan Wild, la Ley de licencias obligaba a que las nuevas obras fueran aprobadas por el Lord Chambelán y, lo que es más importante, a los personajes representados, cerrando los teatros no patentados. La mayor parte de la pintura se completó antes de que se aprobara la ley en 1737, pero su aprobación no fue una sorpresa y fue cuestión de un momento que Hogarth insertara una referencia a la ley misma en la imagen.
Si bien no forma parte de la serie Los cuatro momentos del día, parece que la intención de Hogarth desde el principio fue vender las cinco copias juntas, pues lo complementa tal como lo había hecho Southwark Fair con El progreso del libertino. Mientras que los personajes de Los cuatro momentos del día interpretan sus papeles sin ser conscientes de actuar, la compañía protagonista aquí es plenamente consciente de las diferencias entre la realidad de sus vidas y los papeles que deben desempeñar. Algunas de las diosas representadas por los protagonistas de las escenas de Los cuatro momentos del día se reproducen aquí como personajes de la próxima obra.
La compañía se está preparando para la obra El diablo a pagar en el Cielo, una ficción que probablemente pretendía ser una sátira de las obras de misterio que estaban fuertemente controladas por la iglesia. Hogarth, que siempre gustó de enfrentar el idealismo del arte con la prosaica realidad, contrasta en todo momento los papeles de dioses y diosas que aparecen en la obra con la realidad mortal. El granero con gallinas, goteras y corrientes de aire representa el cielo en el que pronto actuarán. El cartel encima de la cama presenta al elenco y ayuda al espectador a identificar las figuras representadas: Diana, Flora, Juno, Noche, Sirena, Aurora, Águila, Cupido, dos diablos, Fantasma y asistentes.
Al igual que en otros grabados de Hogarth, como Southwark Fair y El músico enojado, una mujer bonita ocupa un lugar central; en este caso, Diana, identificable por su tocado con una luna creciente, practicando su pose. Imita a la Diana de Versalles, pero parece tonta porque no tiene carcaj ni flechas. Sus enaguas han caído a sus pies, dejando al descubierto sus muslos, y el escote aflojado de su camisa deja ver sus senos; ella es cualquier cosa menos la diosa casta: consciente de la atención del espectador, esboza una leve sonrisa. A su izquierda, en un esfuerzo para prepararse para el papel, Flora también en ropa interior, camisa y tontillo, se está sacudiendo el cabello empolvado con un batidor de harina sentada frente a un espejo roto sostenido por una vela, puestos sobre un cesto de mimbre. El niño Cupido "flota" detrás de ellas con la ayuda de una escalera, acercando las dos medias para Apolo, identificable por el sol en su cabeza, que se las pide señalándolas con la ayuda de un arco, colgadas en una nube debajo de un dragón, parte del atrezzo de cartón piedra. Junto a la actriz que interpreta a Diana, dos niños disfrazados de diablos se sirven una jarra de cerveza dejada en el "altar" a modo de sacrificio, peleándose por el trago. Una mujer junto a ellos (posiblemente la madre del niño negro, pues ella también lo es, al igual que Noche y Aurora) está sorprendida por su comportamiento, pero tiene las manos ocupadas ayudando a la anciana que interpreta al "fantasma" a sangrar a un gato por la cola. Un cuento de viejas de la época decía que para recuperarse de una mala caída había que chupar la sangre de la cola recién amputada de un gato macho. Aquí el desafortunado felino tiene un papel forzado de la misma manera que las actrices desempeñan papeles inapropiados.
Por encima de las mujeres en este rincón, un rostro se asoma por una abertura en el techo del granero. Aquí un mortal mira a los dioses desde el cielo, en lugar de al revés. El mirón desempeña el papel de Acteón, quien accidentalmente vio a Diana desnuda y fue transformado en un ciervo y descuartizado por sus propios sabuesos como castigo. Pero aquí la visualización de Diana es intencionada. En primer plano a la derecha, Juno lee y practica sus líneas, mientras que la Noche, identificable por su tocado oscuro con lentejuelas de estrellas, zurce un agujero en su media.
Delante de Noche y Juno está la versión de Hogarth de una vanitas, pero aquí los símbolos de muerte son reemplazados por figuras cómicas: un mono con una capa orina en un casco; un gatito juega con un orbe mientras otro juega con un arpa; entre bolsas, pelucas y cafeteras. El mono y los gatitos presumiblemente cumplen los roles de asistentes mencionados en el cartel; su actuar como humanos sirve para resaltar aún más la diferencia entre la actuación y la realidad.
A la izquierda del cuadro, Ganímedes, cuya intérprete aún no está tampoco completamente vestida, acepta una copita de ginebra para aliviar su dolor de muelas de manos de la Sirena, a quien atiende la Aurora, identificada por el lucero del alba en su tocado. En primer plano, una mujer disfrazada del águila de Júpiter da la papilla a su bebé; el cuenco con la comida descansa sobre una corona grande con un pequeño papel doblado donde se lee Ley contra los actores ambulantes. Junto a ella, los calzones de Ganímedes yacen en la cama pequeña junto al cartel, que se desliza peligrosamente cerca del orinal.
Horace Walpole (el hijo de Robert Walpole, el Primer lord del Tesoro, que había impulsado la Ley de Licencias) la calificó como la mejor obra de Hogarth "por ingenio e imaginación, sin ningún otro fin", pero Charles Lamb encontró a los personajes carentes de expresividad, aunque reconociendo la representación de su actividad y compañerismo.
El grabado se publicó por primera vez el 25 de marzo de 1738, junto con Los cuatro momentos del día. La pintura se vendió en una subasta junto con las pinturas originales de La carrera de una prostituta, El progreso del libertino y Los cuatro momentos del día en enero de 1745, pero fue destruida en un incendio en Littleton House cerca de Staines-upon-Thames en 1874.